# The Pink Print
The Pink Print е третият албум на Ники Минаж.

## Списък с песните

### Оригинален траклист
1. All Things Go	– 4:53
2. I Lied – 5:04
3. The Crying Game (с Jessie Ware) – 4:25
4. Get On Your Knees (с Ариана Гранде) – 3:36
5. Feeling Myself (с Бионсе) – 3:57
6. Only (с Дрейк, Лил Уейн и Крис Браун)	– 5:12
7. Want Some More – 3:49
8. Four Door Aventador – 3:02
9. Favorite (с Jeremih) – 4:02
10. Buy a Heart (с Meek Mill)	– 4:15
11. Trini Dem Girls (с LunchMoney Lewis) – 3:14
12. Anaconda – 4:20
13. The Night Is Still Young – 3:47
14. Pills n Potions – 4:27
15. Bed of Lies (с Skylar Grey) – 4:29
16. Grand Piano – 4:19

### iTunes Store стандартно издание
1. Truffle Butter (с Дрейк и Лил Уейн) – 3:39

### Делукс издание
1. Big Daddy (с Meek Mill) – 3:25
2. Shanghai – 3:39
3. Win Again – 4:10

### Японско ексклузивно издание
1. Wamables	– 3:13

### iTunes Store делукс издание (2015 преиздание)
1. Truffle Butter (с Дрейк и Лил Уейн) – 3:39
2. YMCMB & Beats By Dre представят: The Pinkprint Movie – 16:14

### Target и интернационално делукс издание
1. Mona Lisa – 3:28
2. Put You in a Room – 2:59

### Дигитално делукс издание (2017 преиздание)
1. Truffle Butter (с Дрейк и Лил Уейн) – 3:39
2. Mona Lisa – 3:28
3. Put You in a Room – 2:59
4. Wamables – 3:13

## Сингли
1. Pills n Potions – 4:27
2. Anaconda – 4:20
3. Only (с участието на Дрейк, Лил Уейн и Крис Браун) – 5:12
4. Bed of Lies (с участието на Skylar Grey) – 4:29
5. Truffle Butter (с участието на Дрейк и Лил Уейн) – 3:39
6. The Night Is Still Young – 3:47
7. Trini Dem Girls (с участието на LunchMoney Lewis) – 3:14